# Powiat Pelhřimov
Powiat Pelhřimov (czes. Okres Pelhřimov) – powiat w Czechach, w kraju Wysoczyna. Siedzibą powiatu jest miasto Pelhřimov. Powierzchnia powiatu wynosi 1 289,9 km², zamieszkuje go 72 531 osób (gęstość zaludnienia wynosi 56,27 mieszkańców na 1 km²). Powiat ten liczy 120 miejscowości, w tym 8 miast.
Od 1 stycznia 2003 powiaty nie są już jednostką podziału administracyjnego Czech. Podział na powiaty zachowały jednak sądy, policja i niektóre inne urzędy państwowe. Został on również zachowany dla celów statystycznych.

## Struktura powierzchni
Według danych z 31 grudnia 2003 powiat ma obszar 1 289,9 km², w tym:
- użytki rolne – 61,39%, w tym 76,23% gruntów ornych
- inne – 38,61%, w tym 77,82% lasów
- liczba gospodarstw rolnych: 658

## Demografia
Dane z 31 grudnia 2003:
| Opis        | Ogółem | Kobiety       | Mężczyźni     |
| ----------- | ------ | ------------- | ------------- |
| populacja   | 72 531 | 36 682 50,57% | 35 849 49,43% |
| średni wiek | 39,5   | 41,41         | 38,4          |

- gęstość zaludnienia: 56,27 mieszk./km²
- 63,81% ludności powiatu mieszka w miastach.

## Miejscowości powiatu
Miasta wyróżniono pogrubieniem, miasteczka pochyleniem, części miejscowości małym pismem.
- Arneštovice
- Bácovice
- Bělá
- Bohdalín
- Bořetice
- Bořetín
- Božejov
- Bratřice
- Budíkov
- Buřenice
- Bystrá
- Cetoraz
- Čáslavsko
- Častrov
- Čejov
- Čelistná
- Černov
- Černovice
- Červená Řečice
- Čížkov
- Dehtáře
- Dobrá Voda
- Dobrá Voda u Pacova
- Dubovice
- Důl
- Eš
- Hojanovice
- Hojovice
- Horní Cerekev
- Horní Rápotice
- Horní Ves
- Hořepník
- Hořice
- Humpolec
- Chýstovice
- Chyšná
- Jankov
- Ježov
- Jiřice
- Kaliště
- Kámen
- Kamenice nad Lipou
- Kejžlice
- Koberovice
- Kojčice
- Komorovice
- Košetice
- Krasíkovice
- Křeč
- Křelovice
- Křešín
- Leskovice
- Lesná
- Lhota-Vlasenice
- Libkova Voda
- Lidmaň
- Litohošť
- Lukavec
- Martinice u Onšova
- Mezilesí
- Mezná
- Mladé Bříště
- Mnich
- Moraveč
- Mysletín
- Nová Buková
- Nová Cerekev
- Nový Rychnov
- Obrataň
- Olešná
- Ondřejov
- Onšov
- Pacov
- Pavlov
- Pelhřimov
- Píšť
- Počátky
- Polesí
- Pošná
- Proseč
- Proseč pod Křemešníkem
- Putimov
- Rodinov
- Rovná
- Rynárec
- Řečice
- Salačova Lhota
- Samšín
- Sedlice
- Senožaty
- Staré Bříště
- Stojčín
- Střítež
- Střítež pod Křemešníkem
- Svépravice
- Syrov
- Těchobuz
- Těmice
- Ústrašín
- Útěchovice
- Útěchovice pod Stražištěm
- Útěchovičky
- Včelnička
- Velká Chyška
- Velký Rybník
- Veselá
- Věžná
- Vojslavice
- Vokov
- Vyklantice
- Vyskytná
- Vysoká Lhota
- Vystrkov
- Zachotín
- Zajíčkov
- Zhořec
- Zlátenka
- Želiv
- Žirov
- Žirovnice

## Zatrudnienie
| Mieszkańcy ze stałym zatrudnieniem | 20 876       |
| Średnia pensja miesięczna          | 13 627 koron |
| Bezrobotni                         | 2060         |
| Stopa bezrobocia                   | 5,51%        |

## Szkolnictwo
W powiecie Pelhřimov działają:
| Rodzaj szkoły                   | Liczba szkół |
| ------------------------------- | ------------ |
| Przedszkola                     | 42           |
| Szkoły podstawowe               | 29           |
| Gimnazja                        | 3            |
| Szkoły średnie techniczne       | 4            |
| Szkoły średnie ogólnokształcące | 5            |
| Szkoły wyższe                   |              |

## Służba zdrowia
| Lekarze                               | 220 |
| Szpitale                              | 1   |
| Specjalistyczne ośrodki terapeutyczne | 4   |
| Gabinety dentystyczne                 | 32  |
| Apteki                                | 18  |